# Temascalcingo
Temascalcingo és un municipi de l'estat de Mèxic. Temascalcingo és el cap de municipi i principal centre de població d'aquesta municipalitat. Aquest municipi és a la part nord-occidental de l'estat de Mèxic. Limita al nord amb el municipi de Ocoyoacac, al sud amb Ocuilan, a l'oest amb Tianquistenco i a l'est amb Ciutat de Mèxic.